# Luszewo (condado de Ciechanów)
Luszewo es un pueblo de Polonia, en Mazovia.  Se encuentra en el distrito (Gmina) de Glinojeck, perteneciente al condado (Powiat) de Ciechanów. Se encuentra aproximadamente a 6 km al sureste de Glinojeck, 23 km al suroeste de Ciechanów, y a 78 km  al noroeste de Varsovia. Su población es de 145 habitantes.
Entre 1975 y 1998 perteneció al voivodato de Ciechanów.